# Fedorowszczyzna
Fedorowszczyzna – dawna osada. Tereny na których była położona, leżą obecnie na Białorusi, w obwodzie witebskim, w rejonie brasławskim.

## Historia
W czasach zaborów ówczesny dwór leżał w granicach Imperium Rosyjskiego.
W latach 1921–1945 zaścianek a następnie osada leżała w Polsce, w województwie nowogródzkim (od 1926 w województwie wileńskim), w powiecie brasławskim, w gminie Słobódka.
Według Powszechnego Spisu Ludności z 1921 roku zamieszkiwało tu 9 osób, 8 było wyznania prawosławnego a 1 staroobrzędowego. Jednocześnie wszyscy mieszkańcy zadeklarowali białoruską przynależność narodową. Był tu 1 budynek mieszkalny. W 1931 w 1 domu zamieszkiwało 8 osób.
Wierni należeli do parafii rzymskokatolickiej w Słobódce i prawosławnej w m. Kirylino. Miejscowość podlegała pod Sąd Grodzki w Brasławiu i Okręgowy w Wilnie; właściwy urząd pocztowy mieścił się w Słobódce.